# Vlad I Uzurpatorul
Vlad I (? – 1397?) a fost domn al Țării Românești între noiembrie 1394 sau mai 1395 - decembrie 1396. Originea sa este controversată. El ar fi fost ori un boier, ori fiul lui Dan I și frate cu Dan al II-lea. Alți cercetători au rezerve în stabilirea vreunui grad de rudenie între Vlad I și Mircea cel Bătrân invocând lipsa documentelor doveditoare.

## Domnia
Se presupune că tronul îl ia în urma marii ofensive otomane din toamna lui 1394, atunci când a avut loc și bătălia de la Rovine (datată de câteva cronicilor sârbești 10 octombrie 1394, însă după opinia argumentată a istoricului sârb Đ. Sp. Radojičić ar fi fost datată 17 mai 1395, teorie preluată și de câțiva istorici români precum Anca Iancu).
Documentar, el apare la sfârșitul anului 1395 când Sigismund de Luxemburg, de voie, de nevoie, îl recunoaște ca suveran al Țării Românești blamându-i politica sa pro-otomană. Într-un document din 28 mai 1396 (Hurmuzaki, I/2, p. 374-375), Vlad Voievod dă diferite privilegii Regatului Polon afirmând, în mod laudativ că își datora tronul regelui polon.
Pe plan extern, domnitorul încearcă scoaterea Țării Românești din coaliția anti-otomană și orientarea spre noua putere europeană, ce odată cu anihilarea statelor sârbești în marea bătălie de la Kosovo din toamna lui 1389 și anexarea totală a Bulgariei în 1393, se prefigura ca principala mare putere a zonei.  Totuși nu se rupe de regatele creștine, iar privilegiile și tratatul cu Polonia făcut prin intermediul domnului Moldovei, Ștefan I, duc spre concluzia că, în ciuda nerecunoașterii oficiale a regalității maghiare și a aliaților săi (regele Sigismund îl numea într-un act din 28 decembrie 1395 „numitul Vlad, care se dă drept voievod“), Vlad I era un domn puternic și stăpân în țara sa.  Această poziție este confirmată de monedele pe care le-a emis.
Luptele pentru eliminarea sa de pe tron și readucerea Țării Românești pe frontul anti-otoman se duc pe parcursul întregii sale domnii.  Astfel, expediția lui Ștefan de Lozoncs din mai 1395, relatată și în cronica lui Thurocz după cum este menționat mai sus, se soldează cu un dezastru militar, când însuși regele maghiar recunoștea că „Valahia a fost pierdută și Dunărea a căzut în mâna dușmanului“ (Victor Motogna, Politica externă a lui Mircea cel Bătrân, Gherla, 1924, pagina 42).  În iulie al aceluiași an, 1395, o altă expediție maghiară condusă de însuși regele maghiar, probabil secondat de Mircea cel Bătrân, nu reușește decât să ia cetatea Turnu lăsând o garnizoană fidelă regelui, fapt ce l-a deranjat pe aliatul său valah.
Pe tot parcursul anului următor, 1396, luptele pentru înlăturarea lui Vlad, sprijinit de turci, continuă, fiind întrerupte doar de participarea regelui împreună cu vasalii săi, printre care și Mircea cel Bătrân, la cruciada soldată cu severa înfrângere de la Nicopole.  Pe timpul acestei expediții teritoriul Țării Românești a fost ocolit, având în vedere importanta forță militară valahă și otomană staționată.  După înfrângere, cei ce au încercat să își găsească scăparea traversând Dunărea, ori au fost încarcerați pentru recompense, ori au fost executați.  Acestă reacție dură din partea voievodului muntean poate fi pusă și pe seama masacrelor făcute de cruciați printre creștinii ortodocși bulgari în cetățile cucerite.  Pe de altă parte, o parte bună a înfrângerii suferite de creștini se datorează și principilor ortodocși sârbi care au trădat chiar pe câmpul de bătălie, trecând de partea otomană, plecând pur și simplu sau refuzând să intre în luptă.
În octombrie 1396, o altă expediție militară condusă de Știbor, voievodul Transilvaniei duce la rănirea gravă și capturarea lui Vlad, astfel încât ianuarie 1397 îl găsește pe tron pe Mircea cel Bătrân.
Vlad I este primul domnitor muntean care plătește haraciul către Poarta Otomană. Se presupune că ar fi plătit și tribut în oameni însă acest lucru nu este dovedit de documentele existente.

## Controverse
În stabilirea paternității lui Vlad I, P. P. Panaitescu pleacă de la o relatare a cronicarului ungur Thurocz, în care se vorbește despre o luptă pentru domnie dintre Dan – ajutat de turci – și Mircea – sprijinit de regele Sigismund de Luxemburg prin banul Ștefan de Lozoncz care piere în aceasă confruntare –, în urma căreia ultimul pretendent este învins. Tot în aceeași cronică se menționează că ambii erau de același sânge. Luând în discuție teoria lui Bogdan Petriceicu Hasdeu, potrivit căreia lupta descrisă ar fi fost desfășurată între Dan I și Mircea, în 1386, Panaitescu observă că Mircea este totuși învins, turcii nu ajunseseră încă la Dunăre, iar Sigismund nu se afla la acea dată pe tron. De asemenea, din diplomele regelui ungar, se știe că banul Ștefan a murit la 1395. Această ultimă precizare l-a făcut pe Panaitescu să respingă și presupunerea lui C. Litzica, conform căreia ar fi fost descrisă o luptă între Mihail I și Dan al II-lea pe la 1420, și să socotească relatarea drept o greșeală a lui Thurocz, el confundând pe Vlad cu Dan, și nu pe Mihail cu Mircea. Deși cronicarul ungur plasează acest eveniment după 1415, Panaitescu observă că nu ar fi singura inversare cronologică a acestuia și dă câteva exemple. În final, el explică sursa confuziei lui Thurocz în faptul că Vlad I ar fi fost fiul lui Dan I. Gh. Brătianu împărtășește și el această teorie.
Al. V. Diță califică episodul din cronica lui Thurócz drept „relatare nebuloasă”, „conflict imaginar amintind tema «fraților inamici» din folclor” și „fantezie lipsită de temei istoric”. Thurócz nu are cunoștință de lupta de la Rovine, ci doar de asediul cetății Turnu, petrecut în vara anului 1395. Conflictul dintre cei doi principi „născuți din același sânge”, Mircea (Merche) și Dan (Daan), nu este plasat de Thurócz în apropierea acestui eveniment, ci la mai mult de 20 de ani după aceea. Campania și moartea lui Ștefan (Stephano) de Losoncz, așa cum sunt descrise de cronică, reprezintă o „biografie fantastică și eronată” și fără valoare în datarea întregului episod.